# جین بارکمن
جِین بارکمن (به انگلیسی: Jane Barkman) (زادهٔ ۲۰ سپتامبر ۱۹۵۱) شناگر اهل ایالات متحده آمریکا است.